# Microbullage
 (mars 2016).
Le microbullage, appelé aussi micro-oxygénation, est une technique d'élevage du vin. Il s'agit d'une oxygénation mesurée du vin en cuve.

## Principe
Cette technique a été inventée par Patrick Ducournau, vigneron du madiran. Il souhaitait reproduire les phénomènes d'oxydation du vin lors de son élevage, comme dans une barrique poreuse, sans avoir les effets aromatiques du bois.
Le vin microbullé est élevé en cuve. Une source diffuse lentement et à très faible dose, une quantité mesurée d'oxygène au fond de la cuve.

## Mode opératoire
La diffusion de l'oxygène se fait grâce à une céramique micro-poreuse. Le gaz vient d'une bonbonne comprimée, passe dans un compteur réglable et diffuse dans le vin au fond de la cuve.
Le gaz se dissout très rapidement dans le vin. Son effet, lent, exige une quantité d'oxygène très limitée mais continue : environ trois centilitres par litre de vin et par mois.

## Effets sur le vin

### Dégustation
Cette technique permet une bonne stabilisation de la couleur, donc des vins qui présentent une robe sombre. La rondeur en bouche vient de l'affinage des tanins.

### Types de produits
Le microbullage se destine à un vin issu de vendange de bonne qualité. La polymérisation des polyphénols ne peut se produire qu'en présence de polyphénols... Dans le cas de vins légers, le risque de voir le vin se décharner est réel par précipitation des composés phénoliques.
Il est donc particulièrement adapté à des vins assez structurés, élevés en cuve de grande dimension. Dans ce cas, la quantité d'oxygène apportée par les soutirages est trop faible et trop violente. Le microbullage lisse cet apport et permet un dosage suivant le type de vin recherché.